# Policetídeo
Policetídeos são metabolitos secundários de bactérias, fungos, plantas e animais. São normalmente biossintetizados através de condensação de unidades acetila ou malonila por enzimas especializadas, as policetídeo-sintases.
Estruturalmente, trata-se de um grupo muito diverso de produtos naturais, com diversas actividades biológicas e propriedades farmacológicas. São, de um modo geral, divididos em três classes: policetídeos tipo I (frequentemente macrólidos), tipo II (frequentemente moléculas aromáticas produzidas pela acção iterativa de enzimas dissociadoras), e tipo III (frequentemente pequenas moléculas aromáticas produzidas por espécies de fungos).

## Exemplos
- Macrólidos
  - Picromicina, o primeiro macrólido a ser isolado (1950)
  - Os antibióticos eritromicina A, claritromicina, e azitromicina
  - O imunossupressor tacrolimo (FK506)
  - Radicicol
- Antibióticos poliénicos
  - Anfotericina
- Tetraciclinas
- Acetogeninas
  - Anonacina
  - Uvaricina
- Outros
  - Discodermolida
  - Aflatoxina